# Jill Yager
Jill Yager (geb. 1945) ist eine US-amerikanische Zoologin und Höhlentaucherin. Yagers Forschung konzentriert sich auf den Schutz von Höhlenbächen im Inland. Sie entdeckte die giftige Krebstier-Art Remipedia. Yager wurde als Cave Scientist (Höhlenforscherin) des Jahres 2000 benannt und wurde auch in die Women Divers Hall of Fame aufgenommen.

## Leben
Yager erwarb einen Bachelor an der Colorado State University, ihren Master of Science am Florida Institute of Technology und ihren Ph.D. an der Old Dominion University.

### Karriere
Nach der Lektüre von Kon-Tiki und Lady with a Spear entwickelte Yager ihr Interesse an Unterwasserforschung. Auch Jacques Cousteau war ein Vorbild für sie. Außerdem ließ sie sich von Jane Goodall inspirieren, die sie als „wahre Heldin“ („a true hero“) bezeichnet. Yagers betont im Bezug auf den Schutz von Höhlen im Landesinneren, dass Abholzung und Umweltverschmutzung die Höhlen selbst beeinflussen können. Sie begann ihre Forschung Mitte der 1970er Jahre, als sie auf den Bahamas lebte. Dort begann sie mit dem Höhlentauchen, während sie als Biologielehrerin an einer Highschool arbeitete.
1979 entdeckte Yager die giftige Krebstierart Speleonectes lucayensis und gab deren Klasse auch den Namen Remipedia. Remipedia bedeutet „ruderfüßig“. Die Crustaceen ähneln Hundertfüßern. Die Klasse war ursprünglich von den fossilen Arten Tesnusocaris goldichi und Cryptocaris hootchi bekannt, aber sie wurden erst 1991 zu den Remipedia hinzugefügt. Yager fand die Crustaceen in einer Unterwasserhöhle, die mit Grand Bahama verbunden ist, der Lucayan Cavern. Yagers Entdeckung der neuen Crustacee wurde in David McCulloughs drittem Teil der Smithsonian World-Fernsehsendung „Where None Has Gone Before“ vorgestellt. Sie nahm auch an einem japanischen Dokumentarfilm teil, der in Mexiko gedreht wurde und arbeitete an verschiedenen Beiträgen für den Public Broadcasting Service (PBS). Während ihrer Reise nach Kuba im August 1999 filmte Yager die Fernsehserie Sea Stories für  National Geographic.
Yager ist Forscherin am National Museum of Natural History und Fellow der National Speleological Society. Vom September 1989 bis Juni 2007 war Yager Professorin für Zoologie, Ökologie und Umweltwissenschaften am Antioch College.

## Anerkennungen
Yager wurde 2000 als Cave Scientist of the Year benannt und wurde in diesem Jahr in die Women Divers Hall of Fame aufgenommen. Sie erhielt auch den Karst Waters Institute Award.
1988 wurde die Höhlengarnele Yagerocaris cozumel nach Yager benannt.